# David van Hetten
David van Hetten (6 augustus 1986) is een Nederlandse atleet, die is gespecialiseerd in het hink-stap-springen. Naast hink-stap-springen doet hij ook aan verspringen en sprinten.
Van Hetten won op 1 juli 2007 tijdens de Nederlands kampioenschappen de titel bij het hink-stap-springen met een sprong van 14,91 m. Hij sprong hiermee ruim boven zijn persoonlijk record van 14,14.
Van Hetten is aangesloten bij de atletiekvereniging Rotterdam Atletiek.

## Nederlandse kampioenschappen
Outdoor
| Onderdeel          | Jaar |
| ------------------ | ---- |
| hink-stap-springen | 2007 |

Indoor
| Onderdeel          | Jaar |
| ------------------ | ---- |
| hink-stap-springen | 2014 |

## Persoonlijke records
Outdoor
| Onderdeel          | Prestatie | Datum            | Plaats    |
| ------------------ | --------- | ---------------- | --------- |
| 100 m              | 11,06 s   | 7 september 2007 | Utrecht   |
| verspringen        | 6,91 m    | 5 mei 2007       | Lisse     |
| hink-stap-springen | 15,07 m   | 5 juli 2008      | Amsterdam |

Indoor
| Onderdeel          | Prestatie | Datum            | Plaats    |
| ------------------ | --------- | ---------------- | --------- |
| 60 m               | 7,18 s    | 30 december 2006 | Gent      |
| verspringen        | 7,03 m    | 23 december 2006 | Gent      |
| hink-stap-springen | 14,89 m   | 16 februari 2013 | Apeldoorn |

## Palmares

### hink-stap-springen
- 2007:  NK - 14,91 m
- 2008:  NK - 15,07 m
- 2009:  NK indoor - 14,60 m
- 2010:  NK indoor - 14,78 m
- 2013:  NK indoor - 14,89 m
- 2014:  NK indoor - 14,54 m
- 2014:  NK - 14,64 m (+0,2 m/s)